# Kloster San Benedetto (Norcia)

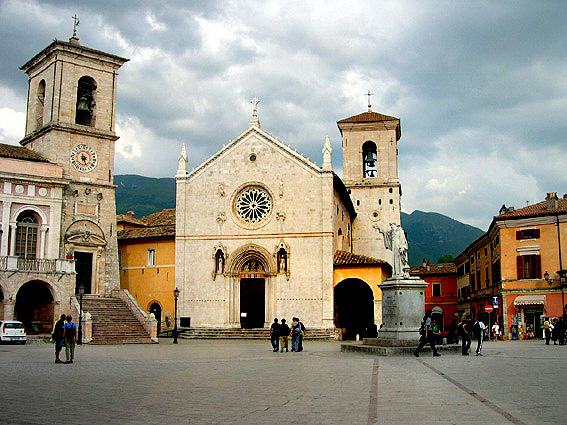
Basilika San Benedetto, 2003

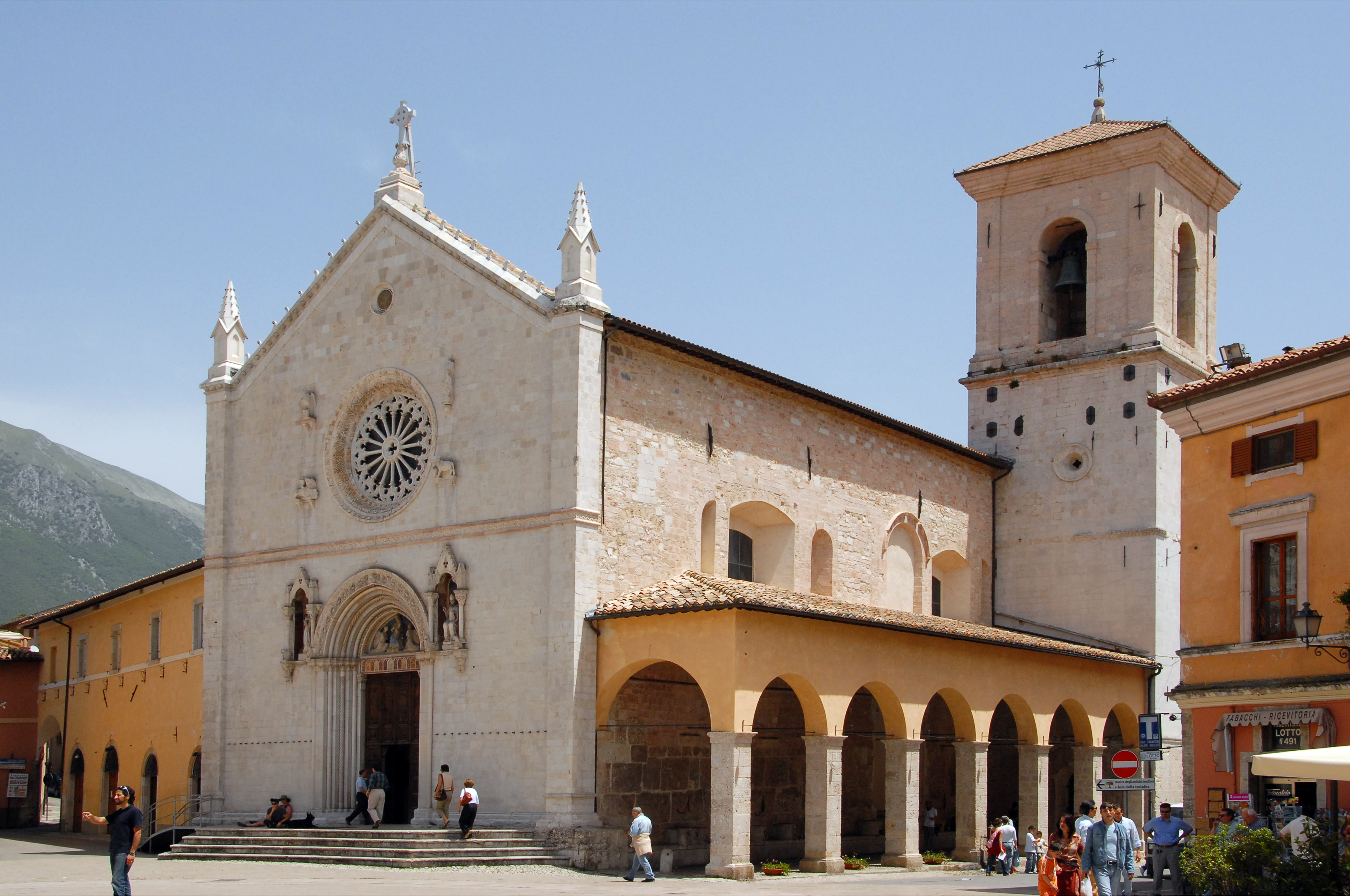
Basilika San Benedetto, 2006

Das Kloster San Benedetto (Lat.: Prioratus S. Mariae Sedes Sapientiae apud Norcia) befindet sich in Norcia und wird von Mitgliedern der Benediktiner bewohnt, deren Ordensgründer hier 480 geboren wurde.

## Basilika San Benedetto
Die zum Kloster zählende Basilika des Heiligen Benedikt gehört zum Erzbistum Spoleto-Norcia. Der Bau entstand 1389 über einer älteren Kirche und wurde mehrfach restauriert. Der rechtsseitig der Fassade gelegene Portikus Portico delle Misure entstand im 16. Jahrhundert. Die Fassade wurde nach 1859 neu errichtet. Querschiff und Langhaus entstanden in der Form eines Lateinischen Kreuzes und wurden ebenfalls im 19. Jahrhundert erneuert und nach weiteren Erdbeben restauriert. In der Basilika befinden sich Werke von Vincenzo Manenti.
Die Basilika stürzte bei einem Erdbeben am 30. Oktober 2016 ein, die Fassade blieb jedoch stehen. Diese wurde Januar 2017 mit zwei Metallkäfigen gesichert, so dass die Bergung der Kunstschätze und der Wiederaufbau beginnen kann. Die EU hat finanzielle Unterstützung bei der Rekonstruktion zugesagt. Ebenso stürzte die Kathedrale von Santa Maria Argentea in Norcia ein.
1999 besiedelten amerikanische Benediktiner unter der Leitung von P. Cassian Folsom erneut das seit dem 10. Jahrhundert bestehende und unter Napoleon 1810 aufgehobene Kloster am Geburtsort des hl. Benedikt. Nach dem Erdbeben von 2016 begannen die Mönche außerhalb der Stadtmauern auf dem Grundstück mit den Überresten des ehemaligen Kapuzinerklosters mit dem Neubau des Klosters San Benedetto in Monte. Die Ordensgemeinschaft folgt seit 2007 gemäß dem Motu Proprio Summorum Pontificum der älteren lateinischen Form des Römischen Ritus und betreibt zu ihrem Unterhalt eine Bierbrauerei. Mit Dekret vom 25. Mai 2024 erfolgte die Erhebung zur Abtei. Dom Benedikt Nivakoff wurde am 28. Mai 2024 zum ersten Abt gewählt.